# Caloptilia honoratella
Caloptilia honoratella là một loài bướm đêm thuộc họ Gracillariidae. Nó được tìm thấy ở Áo, Hungary và Cộng hòa Macedonia.